# North Lakeport
North Lakeport es un lugar designado por el censo en el condado de Lake en el estado estadounidense de California. En el año 2000 tenía una población de 2,879 habitantes y una densidad poblacional de 172 personas por km².

## Geografía
North Lakeport se encuentra ubicado en las coordenadas 39°5′N 122°54′O / 39.083, -122.900. Según la Oficina del Censo, la ciudad tiene un área total de 16,7 km² (6,4 mi²), de la cual 9,7 km² (3,7 mi²) es tierra y 7 km² (2,7 mi²) (41.77%) es agua.

## Demografía
Según la Oficina del Censo en 2000 los ingresos medios por hogar en la localidad eran de $34,155, y los ingresos medios por familia eran $41,716. Los hombres tenían unos ingresos medios de $38,750 frente a los $29,181 para las mujeres. La renta per cápita para la localidad era de $18,410. Alrededor del 10.5% de la población estaban por debajo del umbral de pobreza.